# Мауріціо Серра
Мауріціо Серра (італ. Maurizio Serra ; 3 червня 1955, Лондон) — італійський дипломат та історик. Перший в історії італієць — член Французької академії (з 2020).

## Біографія
Мауріціо Серра працював в італійських посольствах у Західному Берліні та СРСР, пізніше був послом Італії при ЮНЕСКО в Парижі. Очолював Дипломатичний інститут при Міністерстві закордонних справ Італії, викладав історію міжнародних відносин у римському Вільному міжнародному університеті суспільних наук імені Гвідо Карлі Автор монографій та статей, серед найвідоміших праць — Fratelli separati. Drieu-Aragon-Malraux (Розлучені брати. Дріє — Арагон — Мальро", Settecolori, 2006) та Antivita di Italo Svevo ("Антижиття Італо Свево ", Aragno, 2017).
Пише італійською та французькою мовами, також досконало володіє англійською. У 2011 році його книга Malaparte, vies et légendes (Малапарте, життя та легенди) відзначена Гонкурівською премією за біографію .9 січня 2020 року обраний до Французької академії на місце, що залишалося вакантним після смерті Сімони Вейль у 2017 році. Отримав 17 голосів, при одному голосі, поданому за Едуардо Пізані, двох незаповнених бюлетенях і чотирьох, помічених хрестиком. Став першим в історії італійцем, обраним до Французької академії.

## Праці

### Історія та біографії
- Una cultura dell'autorità. La Francia di Vichy, Collana Biblioteca di Cultura moderna, Bari, Laterza, 1980, ISBN 978-88-420-1682-3 . — Collana Biblioteca di Nuova Storia Contemporanea, Firenze, Le Lettere, 2011, ISBN 978-88-608-7488-7 .
- L'esteta armato. Il Poeta-Condottiero nell'Europa degli anni Trenta, Bologna, Il Mulino, 1990. — Nuova edizione riveduta e ampliata, La Finestra Editrice, 2015, ISBN 978-88-95925-54-7 .
- La ferita della modernità. Intellettuali, totalitarismo e immagine del nemico, Collana Saggi n.393, Bologna, Il Mulino, 1992, ISBN 978-88-150-3680-3 .
- Al di là della decadenza. La rivolta dei moderni contro l'idea della fine, Collana Saggi, Bologna, Il Mulino, 1994, ISBN 978-88-150-4676-5 .
- François Fejtő-M. Serra, Il passeggero del secolo. Guerre, Rivoluzioni, Європа (Le Passager du siècle, 1999), traduzione di Aridea Fezzi Price, Collana La Nuova Diagonale, Palermo, Sellerio, 2001, ISBN 978-88-389-1677-9 .
- L'inquilino del Quai d'Orsay, Collana La Nuova Diagonale, Palermo, Sellerio, 2002, ISBN 978-88-389-1771-4 .
- Dopo la caduta. Episodi del Novecento, Collana Transizioni, Ideazione, 2004, ISBN 978-88-888-0037-0 .
- Fratelli separati. Drieu, Aragon, Malraux, cura di M. Cabona, S. Pallaga, M. Grillo, Collana Solitudini, Edizioni Settecolori, 2007, ISBN 978-88-902-3670-9 .
- Marinetti et la révolution futuriste, trad. de Carole Cavallera, Париж, Éditions de L'Herne, coll. «Carnets de l'Herne», 2008, 115 p. ISBN 978-2-85197-881-3 .
- Guido Piovene. Il diavolo e l'acquasanta, Collana Luoghi, Liaison, 2009, ISBN 978-88-955-8608-3 .
- Malaparte, vies et légendes, Paris, Éditions Grasset et Fasquelle, 2011, ISBN 978-2-246-75281-3 .
- Antivita di Italo Svevo, Коллана бібліотека, Torino, Nino Aragno Editore, 2017, ISBN 978-88-841-9928-7 .
- L'Imaginifico. Vita di Gabriele D'Annunzio, Collana I narratori delle tavole, Neri Pozza, 2019, ISBN 978-88-545-1794-3 .

### Романи
- Amori diplomatici. Un romanzo in tre movimenti (Amours diplomatiques, 2020), Venezia, Marsilio, 2021, ISBN 978-88-297-0794-2 .

## Нагороди
- Великий офіцер Ордену «За заслуги перед Італійською Республікою» (27 грудня 2019 року)[7] .